# Космос-2486
Космос-2486 (Персона № 2) — космический аппарат, запущенный с космодрома Плесецк 7 июня 2013 года, 22:37 МСК. Данный спутник является вторым запущенным в космос экземпляром космического аппарата «Персона».
Запуск аппарата состоялся 7 июня 2013 года в 22:37 МСК со стартовой площадки 43/4 космодрома Плесецка. Аппарат был успешно выведен на орбиту, и были начаты лётные испытания, однако в ноябре 2013 года появились сбои в аппаратном обеспечении бортового компьютера — из 24 ячеек памяти радиолинии передачи информации работали менее 12. К началу августа 2014 года специалистам РКЦ «Прогресс» удалось обновить программное обеспечение аппарата таким образом, чтобы бортовой компьютер не затрагивал поврежденные участки памяти.

## Разработка
Космос-2486 был разработан Ракетно-космическим центром «Прогресс» по заказу войск воздушно-космической обороны России. Из-за нехватки финансирования и заимствования комплектующих «Персоны № 2» для других проектов РКЦ «Прогресс» процесс строительства постоянно затягивался.

## Характеристики
Аппарат получил улучшенные средства передачи информации, позволяющие достигать скорости в 23 Гбит/с. Также есть предположение, что космический аппарат получил новую двигательную установку, из-за испытания которой срок вывода на орбиту был в очередной раз отложен.
Спутник был задействован для оптической разведки во время военных конфликтов на Украине и в Сирии.